# Новий Змигород
Новий Змигород (пол. Nowy Żmigród, до 1946 р. — Змигород) — лемківське село у Ясельському повіті Підкарпатського воєводства Республіки Польща. Є адміністративним центром гміни Новий Жміґруд. Населення — 1378 осіб (2011).

## Розташування
Лежить на північних схилах Низьких Бескидів на берегах річки Віслока.
Знаходиться за 16 км до повітового центру Ясло і 58 км до воєводського центру Ряшева, за 19 км від словацького кордону.

## Історія
Згадується в 1277 р. як село, а в 1332 р. — вже як місто. Лежало воно на давньому торговому шляху через Карпати, тут брали мито з купців. Утратило міські права в 1934 р.
3 червня 1849 р. російський імператор Микола I провів у місті урочистий огляд військ перед переходом через Карпати для придушення угорської революції. При цьому було витоптано довколишні поля і вирубано сади.
Українське населення належало до парафії Перегримка Дуклянського деканату Перемишльської єпархії (з 1934 р. — Апостольської адміністрації Лемківщини).
У 1975—1998 роках село належало до Кросненського воєводства.

## Демографія
Демографічна структура станом на 31 березня 2011 року:
|          | Загалом | Допрацездатний вік | Працездатний вік | Постпрацездатний вік |
| -------- | ------- | ------------------ | ---------------- | -------------------- |
| Чоловіки | 700     | 119                | 501              | 80                   |
| Жінки    | 678     | 117                | 408              | 153                  |
| Разом    | 1378    | 236                | 909              | 233                  |